# Фабрика вагона у Крушевцу
Фабрика вагона и гвоздених конструкција у Крушевцу основана је 1923. године од стране иностраних инвеститора. Нешто касније, 1928. године фабрику, која је непосредно пре тога услед кризе пала под стечај, је на јавној лицитацији откупила Прометна банка. Фабрика је потпуно модернизована и реорганизована и јако брзо је успела да се опорави и настави да привређује. Ова фабрика била је прва у Србији која је осим поправке вагона почела и да их производи. Фабрика је остала упамћена под називом „14. октобар”.

## Оснивање
Први светски рат веома је оштетио саобраћај у тадашњој Србији, пруге су уништаване из војних разлога, велики број вагона стајао је неискоришћен и све више пропадао. Државне радионице нису постизале да толики број вагона поправе, јер им је капацитет био знатно мањи и предвиђен за потребе мира. Поред тога, железничке радионице биле су толико оштећене, да су поједине биле потпуно онеспособљене за рад. Овакво стање определило је једну групу индустријалаца и трговаца из Пеште да оснује покретне радионице за поправку вагона. Радионице су биле смештене у специјална кола и упућиване према потреби тамо где је требало поправљати већи број вагона. Иако веома практичне, ове радионице нису могле задовољити све потребе, нити бити дугорочно решење. Ти исти индустријалци подигли су 1923. године у Крушевцу сталну фабрику вагона и гвоздених конструкција.
Изабран је Крушевац због тога што су оснивачи желели да фабрика не буде близу границе, има везу са оба саобраћајна система нормалног и узаног колосека, да у близини имају довољно јефтине радне снаге, да је место здраво, да у тарифном погледу њен рад не буде скупљи, односно да саобраћајне везе буду повољне. Крушевац је испуњавао ове услове, а такође имао је и доста вагона за поправку, због чега је фабрика у почетку лепо пословала. Међутим, 1928. године наступиле су финансијске тешкоће, а како је у њеном финансирању учествовала и Прометна банка, решено је да Банка откупи целу фабрику и да рад настави самостално.

## Под управом Прометне банке
Фабрика је под новом управом почела да се опоравља, али је општа криза 1930. утицала и на њен рад. Држава је нагло прекинула све поруџбине, па је доста људи у фабрици остало без посла. Под вођством и надзором Прометне банке и инжењера Милоша Савчића директно, фабрика је успела да изађе из кризе тако што се оспособила да извршава све оне послове које је до тада држава уступала иностранству. Милош Савчић је и на овом примеру показао колико му је било стало да домаћу привреду и индустрију осамостали од иностранства. Ово је благодетно утицало и на државне финансије, јер је иста услуга плаћана јефтиније, а новац је остајао у земљи, као и за раднике и сировине које су сада постале фабриканти, док су раније морале бити увожене и самим тим скупље.
Фабрика се постепено проширивала и повећавала свој капацитет. На занимљив начин решено је и питање транспорта вагона из једне радионице у другу: преносница је овде била снабдевена узаним и нормалним колосеком и могла је да допреми вагон или шта друго у било коју радионицу. Поред поправке старих вагона фабрика је, по први пут у Србији, почела да прави и нове. Правила је вагоне за пренос дрвеног угља по свим захтевима модерне технологије, тако да није било никаквих рекламација. Такође, правила је и специјалне вагоне за брзе возове, а временом је почела да производи и све врсте вагона који су задовољавали потребе и критеријуме и на страном тржишту. Фабрика је производила и трамваје, рударске вагоне, као и гвоздене конструкције за мостове, стубове, носаче и лукове. Још је производила и котлове, разне алате, тирфоне и други материјал за колосеке, скретнице и окретнице за вагоне и локомотиве, поткове за стоку, материјал за телеграфску службу, разне пловне објекте, чамце и друго. Фабрика је тако изградила гвоздени железнички мост на прузи Ниш-Цариброд нормалног колосека, затим за пругу Устипрача-Фоча уског колосека, затим за пругу Скопље-Краљево нормалног колосека и многе друге.
Почетком септембра 1939. године због несташице посла радници фабрике су обавештени да од 1. октобра не долазе на посао. Радници су упутили своје поверенике министру саобраћаја Бешлићу које је он примио и обећао да ће фабрика добити посао и осигурати запослење радника. Крајем исте године фабрика је почела да ради под именом Крушевац А. Д. са седиштем у Београду и истим производним програмом.
Пред Други светски рат развијен је и сопствени програм наменске производње за потребе југословенске војске, прављене су понтонске и мостовне јединице, понтонске гарнитуре, постоља и штитови за противавионске топове и митраљезе, ручне офанзивне бомбе, авионске бомбе и гранате. Асортиман се само проширивао, а самим тим и број запослених повећавао.

## Послератни период
Након Другог светског рата фабрика је национализована, обновљена и названа 14. октобар, у спомен на датум када је 1944. године Крушевац ослобођен од  нацистичких окупатора. Компанија се окренула производњи грађевинских, рударских, пољопривредних и транспортних машина и опреме са акцентом на производњу опреме и машинских делова. Била је највећи произвођач тешких машина у бившој Југославији и међу највећим у Европи, са уделом на домаћем тржишту који је досегао око 85% у 80 категорија грађевинских машина, док је до 35% производње ишло у извоз
У октобру 2017. године, након проглашења банкрота, приватизована и наставила је са радом у оквиру МСМ ГРОУП-е. Фокусирана је на производњу комада великог калибра, резервних делова за пољопривредну опрему, транспортне системе, али и другу пројектно-инжењерску производњу у складу са захтевима купаца. Нови власник је распродао већи број фабрика 14. октобра (Фабрику одливака, Фабрику специјалних производа, Фабрику трактора, Нову монтажу, Г-фабрику, погон Р-200, енергану, Фабрику алата и котрљајућих лежајева, Фабрику хране, Фабрику Веселин Николић, Фабрику каросерија Варварин, Фабрику одливака од лаких легура Ражањ, Фабрику пољопривредних машина и уређаја Брус, Високорегално складиште, Централну лабораторију, погон Одржавање и друге) те распродао и највећи број машина, алата, возила... у преосталим јединицама.